# بيتر ميلتون
بيتر ميلتون (بالإنجليزية: Peter Milton)‏ هو سياسي أسترالي، ولد في 22 سبتمبر 1928 بلندن في الإمبراطورية الرومانية، وتوفي في 8 أغسطس 2009 في أستراليا. حزبياً، نشط في حزب العمال الأسترالي. وقد انتخب عضو مجلس النواب الأسترالي عن دائرة Division of La Trobe ‏ (18 أكتوبر 1980 – 24 مارس 1990).